# Счастливые годы
«Счастливые годы» (исп. Los años felices) — мексиканская 115-серийная мелодрама с элементами драмы 1984 года производства телекомпании Televisa.

## Синопсис
Телесериал Счастливые годы является ремейком чилийского телесериала Позднее солнце, спустя год после съёмок в Мексике вышло продолжение телесериала под названием Проходят годы.

## Создатели телесериала

### В ролях
- Альма Мюриэль — Ева
- Энрике Лисальде — Адриан
- Лупита Феррер — Марсела Видаль
- Лаура Сапата — Флора
- Лаура Флорес — Мария Т.
- Мануэль Савал — Родольфо
- Роберто Бальестерос — Анхело
- Ребекка Рамбаль — Сильвия
- Мигель Корсега — Элиас
- Асусена Родригес — Бланка
- Мариана Леви — Нанси
- Рафаэль Вильяр — Итало
- Хуан Игнасио Аранда — Хорхе
- Демиан Бичир — Томас
- Беатрис Морено — Фресия
- Херман Роблес — Ренато
- Эктор Ортега — крёстный отец
- Рикардо Кортес — Хуго
- Мартин Барраса — Роландо Фаррель
- Консуэло Франк — Руперта
- Луис Мануэль Пелайо — Фернандес
- Алисия Энсинас — Селесте
- Артуро Лорка — Марадона
- Антонио Хенейн — Кирило
- Хосе Луис Дюваль — Акунья
- Марта Самора — Элиса
- Арасели де Леон — Лусия
- Росарио Монастерио — Алисия
- Луис Гатика — Хоэль
- Альфредо Гарсия Маркес — Росалес
- Хавьер Диас Дуэньяс — бухгалтер
- Империо Варгас — Клариса
- Клаудио Баес — Габриэль
- Лаура Эредия — Леонор
- Карлос Бесерриль — Наполеон
- Аусенсио Крус — Карлос
- Нурия Бахес — Даниэла
- Кения Гаскон — медсестра Евы

### Административная группа
- оригинальный текст: Артуро Мойя Грау
- либретто: Карлос Ромеро
- адаптация: Валерия Филлипс
- музыкальная тема заставки: Los años felices
- начальник производства: Анхельи Несма Медина
- ассоциированный продюсер: Эухенио Кобо
- операторы-постановщики: Леопольдо Террасас, Мануэль Руис Эспарса
- режиссёры-постановщики: Энрике Лисальде , Хорхе Санчес-Фогарти
- продюсер: Валентин Пимштейн

## Награды и премии

### TVyNovelas(1 из 3)
| Номинация                 | Персона        | Итоги премии |
| ------------------------- | -------------- | ------------ |
| Лучшая молодая актриса    | Лаура Флорес   | проигрыш     |
| Лучший молодой актёр      | Мануэль Саваль | проигрыш     |
| Лучшее мужское откровение | Мануэль Саваль | ПОБЕДА       |